# Hôtel Marceillac
L'hôtel Marceillac est un hôtel de Castelsarrasin (Tarn-et-Garonne) de style Art nouveau construit à l'initiative de Pierre-Adrien Marceillac et inauguré en 1912. Il est inscrit au titre des monuments historiques depuis le 18 mai 2006.

## Historique

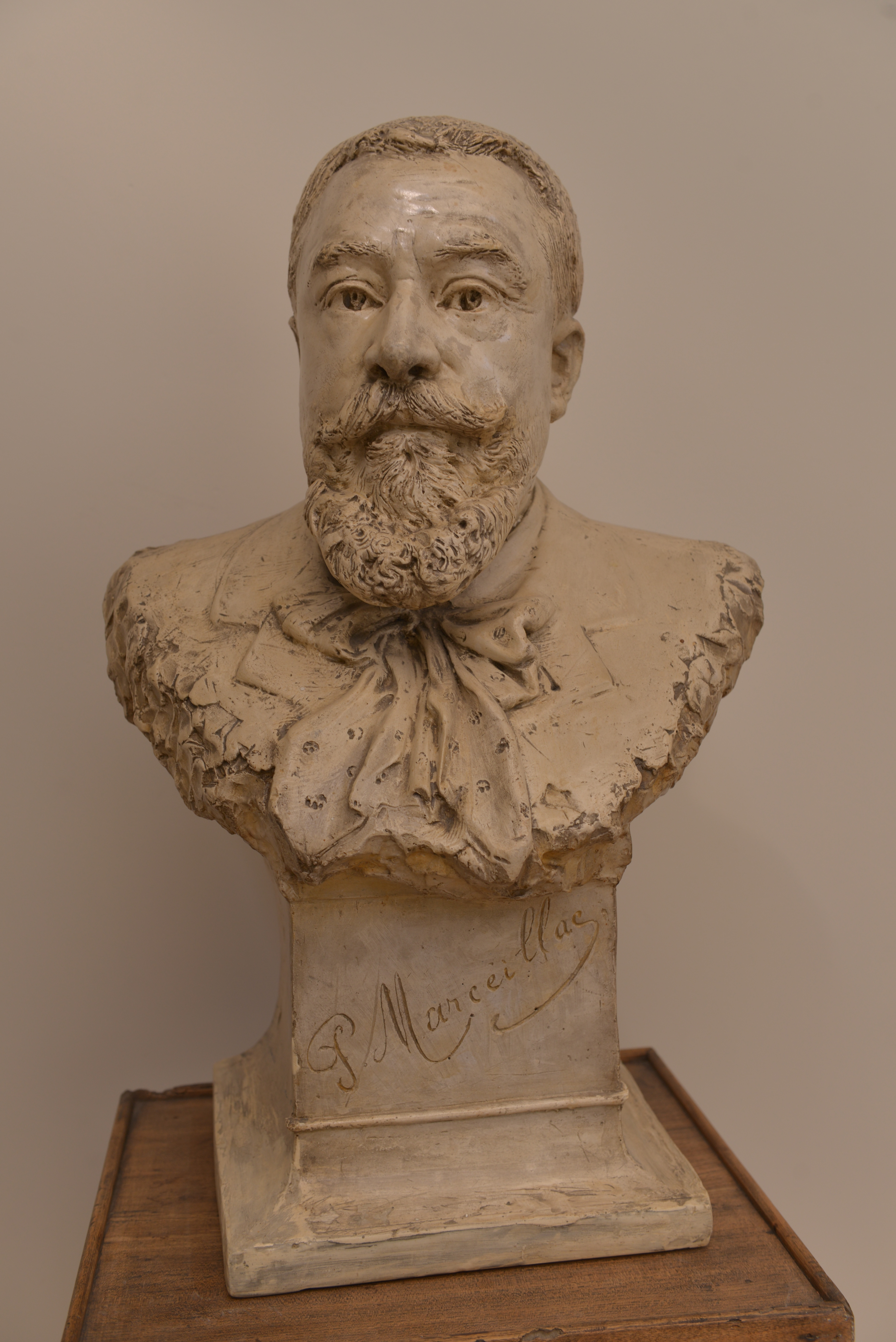
Buste de Pierre-Adrien Marceillac

Pierre-Adrien Marceillac, né en 1853, travaille d'abord comme apprenti, puis comme ouvrier jusqu'en 1873 à la boucherie de son frère aîné Pierre. En 1873, il part à Vienne pour travailler comme aide garde-manger à l'hôtel Danube. À son retour en France, il travaille à Toulouse comme cuisinier. En juin 1879, il achète à Toulouse le fonds de commerce d'un hôtel-restaurant au 48 rue de Rémusat qu'il exploite jusqu'en 1884. En 1880, il épouse Thérèse Cazelles. En 1884, Il quitte Toulouse pour Castelsarrasin et achète le Grand Hôtel de France et de l'Ange au 34 rue de l'Égalité. Il est aidé par Paul, son fils, cuisinier, qui épouse en 1905 Hélène Boudilhon,.
En mai 1908, il acquiert, grâce à une vente aux enchères, un immeuble au 54 rue de l'Égalité. Il y transfère son fonds de commerce. En 1909, il fait détruire l'immeuble pour y construire un hôtel qu'il appelle Hôtel moderne,. L'hôtel est inauguré en 1912.
Jusqu'en 1931, l'hôtel-restaurant est tenu par Pierre-Adrien, son fils Paul et son petit-fils Adrien, diplômé de l'École pratique d'industrie hôtelière de Toulouse. En août 1931, Adrien décède à l'âge de 25 ans. En décembre 1931, Pierre-Adrien, le fondateur, décède et en 1935, c'est Paul qui décède. L'hôtel est alors tenu par Hélène et Marie-Rose Marceillac jusqu'en 1952. À cette date, Jean Marceillac, diplômé de l'École hôtelière de Toulouse, reprend la gestion de l'hôtel-restaurant. En 1973, il abandonne la restauration pour ne se consacrer qu'à l'hôtellerie. Depuis 1991, ce sont les enfants de Jean Marceillac, Pierre et Marie-Hélène, qui prennent la direction de l'hôtel.

## Généalogie familiale
|  |  |  |  |  |  | Pierre-Adrien Marceillac | Pierre-Adrien Marceillac | Pierre-Adrien Marceillac | Pierre-Adrien Marceillac | Pierre-Adrien Marceillac | Pierre-Adrien Marceillac |                         |                         |                         |                         |                         |                         | Thérèse Cazelles  | Thérèse Cazelles  | Thérèse Cazelles  | Thérèse Cazelles  | Thérèse Cazelles  | Thérèse Cazelles  |                   |                   |                   |                   |                   |                   |  |  |  |  |  |  |  |  |  |  |  |  |
|  |  |  |  |  |  | Pierre-Adrien Marceillac | Pierre-Adrien Marceillac | Pierre-Adrien Marceillac | Pierre-Adrien Marceillac | Pierre-Adrien Marceillac | Pierre-Adrien Marceillac |                         |                         |                         |                         |                         |                         | Thérèse Cazelles  | Thérèse Cazelles  | Thérèse Cazelles  | Thérèse Cazelles  | Thérèse Cazelles  | Thérèse Cazelles  |                   |                   |                   |                   |                   |                   |  |  |  |  |  |  |  |  |  |  |  |  |
|  |  |  |  |  |  |                          |                          |                          |                          |                          |                          |                         |                         |                         |                         |                         |                         |                   |                   |                   |                   |                   |                   |                   |                   |                   |                   |                   |                   |  |  |  |  |  |  |  |  |  |  |  |  |
|  |  |  |  |  |  |                          |                          |                          |                          |                          |                          | Paul Marceillac         | Paul Marceillac         | Paul Marceillac         | Paul Marceillac         | Paul Marceillac         | Paul Marceillac         |                   |                   |                   |                   |                   |                   | Hélène Boudilhon  | Hélène Boudilhon  | Hélène Boudilhon  | Hélène Boudilhon  | Hélène Boudilhon  | Hélène Boudilhon  |  |  |  |  |  |  |  |  |  |  |  |  |
|  |  |  |  |  |  |                          |                          |                          |                          |                          |                          | Paul Marceillac         | Paul Marceillac         | Paul Marceillac         | Paul Marceillac         | Paul Marceillac         | Paul Marceillac         |                   |                   |                   |                   |                   |                   | Hélène Boudilhon  | Hélène Boudilhon  | Hélène Boudilhon  | Hélène Boudilhon  | Hélène Boudilhon  | Hélène Boudilhon  |  |  |  |  |  |  |  |  |  |  |  |  |
|  |  |  |  |  |  |                          |                          |                          |                          |                          |                          |                         |                         |                         |                         |                         |                         |                   |                   |                   |                   |                   |                   |                   |                   |                   |                   |                   |                   |  |  |  |  |  |  |  |  |  |  |  |  |
|  |  |  |  |  |  | Marie-Rose               | Marie-Rose               | Marie-Rose               | Marie-Rose               | Marie-Rose               | Marie-Rose               |                         |                         |                         |                         |                         |                         | Adrien Marceillac | Adrien Marceillac | Adrien Marceillac | Adrien Marceillac | Adrien Marceillac | Adrien Marceillac |                   |                   |                   |                   |                   |                   |  |  |  |  |  |  |  |  |  |  |  |  |
|  |  |  |  |  |  | Marie-Rose               | Marie-Rose               | Marie-Rose               | Marie-Rose               | Marie-Rose               | Marie-Rose               |                         |                         |                         |                         |                         |                         | Adrien Marceillac | Adrien Marceillac | Adrien Marceillac | Adrien Marceillac | Adrien Marceillac | Adrien Marceillac |                   |                   |                   |                   |                   |                   |  |  |  |  |  |  |  |  |  |  |  |  |
|  |  |  |  |  |  |                          |                          |                          |                          |                          |                          |                         |                         |                         |                         |                         |                         |                   |                   |                   |                   |                   |                   |                   |                   |                   |                   |                   |                   |  |  |  |  |  |  |  |  |  |  |  |  |
|  |  |  |  |  |  |                          |                          |                          |                          |                          |                          | Jean Marceillac         | Jean Marceillac         | Jean Marceillac         | Jean Marceillac         | Jean Marceillac         | Jean Marceillac         |                   |                   |                   |                   |                   |                   | Andrée            | Andrée            | Andrée            | Andrée            | Andrée            | Andrée            |  |  |  |  |  |  |  |  |  |  |  |  |
|  |  |  |  |  |  |                          |                          |                          |                          |                          |                          | Jean Marceillac         | Jean Marceillac         | Jean Marceillac         | Jean Marceillac         | Jean Marceillac         | Jean Marceillac         |                   |                   |                   |                   |                   |                   | Andrée            | Andrée            | Andrée            | Andrée            | Andrée            | Andrée            |  |  |  |  |  |  |  |  |  |  |  |  |
|  |  |  |  |  |  |                          |                          |                          |                          |                          |                          |                         |                         |                         |                         |                         |                         |                   |                   |                   |                   |                   |                   |                   |                   |                   |                   |                   |                   |  |  |  |  |  |  |  |  |  |  |  |  |
|  |  |  |  |  |  |                          |                          |                          |                          |                          |                          |                         |                         |                         |                         |                         |                         |                   |                   |                   |                   |                   |                   |                   |                   |                   |                   |                   |                   |  |  |  |  |  |  |  |  |  |  |  |  |
|  |  |  |  |  |  |                          |                          |                          |                          |                          |                          | Marie-Hélène Marceillac | Marie-Hélène Marceillac | Marie-Hélène Marceillac | Marie-Hélène Marceillac | Marie-Hélène Marceillac | Marie-Hélène Marceillac |                   |                   |                   |                   |                   |                   | Pierre Marceillac | Pierre Marceillac | Pierre Marceillac | Pierre Marceillac | Pierre Marceillac | Pierre Marceillac |  |  |  |  |  |  |  |  |  |  |  |  |

## Description de l'hôtel
L'hôtel est construit par Antonin Maurou, agent voyer de la ville de Montauban.
La travée axiale de la façade est soulignée par deux balcons superposés. Sur leurs consoles, galbées, abondamment végétales, se trouve le motif principal du décor de la façade, constitué d'une feuille de pittosporum avec ses fruits ouverts.
Côté jardin, le bâtiment est prolongé par une terrasse sous marquise métallique qui ouvre sur le jardin. En fond de parcelle, donnant sur l'ancienne route nationale, des écuries et des remises (qui constituent aujourd'hui un garage).
L'atrium qui distribue les chambres, côté rue et côté jardin, est inondé de lumière grâce à une verrière portée par une structure d'acier.
La distribution des salles de réception et des chambres reproduit l'organisation des grands hôtels de l'époque. Les figures allégoriques qui ornent les chambranles des portes de chambres sont plutôt d'inspiration Symboliste.
Lors de son ouverture, les meubles des deux grandes fabriques industrielles autrichiennes, Thonet et J&J Kohn, constituent une partie du mobilier de l'hôtel. L'hôtel conserve quelques chaises Thonet et fauteuils Kohn. L'ensemble de la chambre 17, avec ses deux lits J&J Kohn, ses chaises et sa table de nuit, constitue un exemple rare Art nouveau.

## Protection
L'hôtel est inscrit au titre des monuments historiques depuis le 18 mai 2006. La protection concerne les façades sur rue et sur jardin (y compris la marquise) et les toitures ; à l'intérieur, l'atrium central et l'ensemble des espaces qui lui sont liés : tambour d'entrée, kiosque de réception, escalier et galeries de distribution.

## Galerie

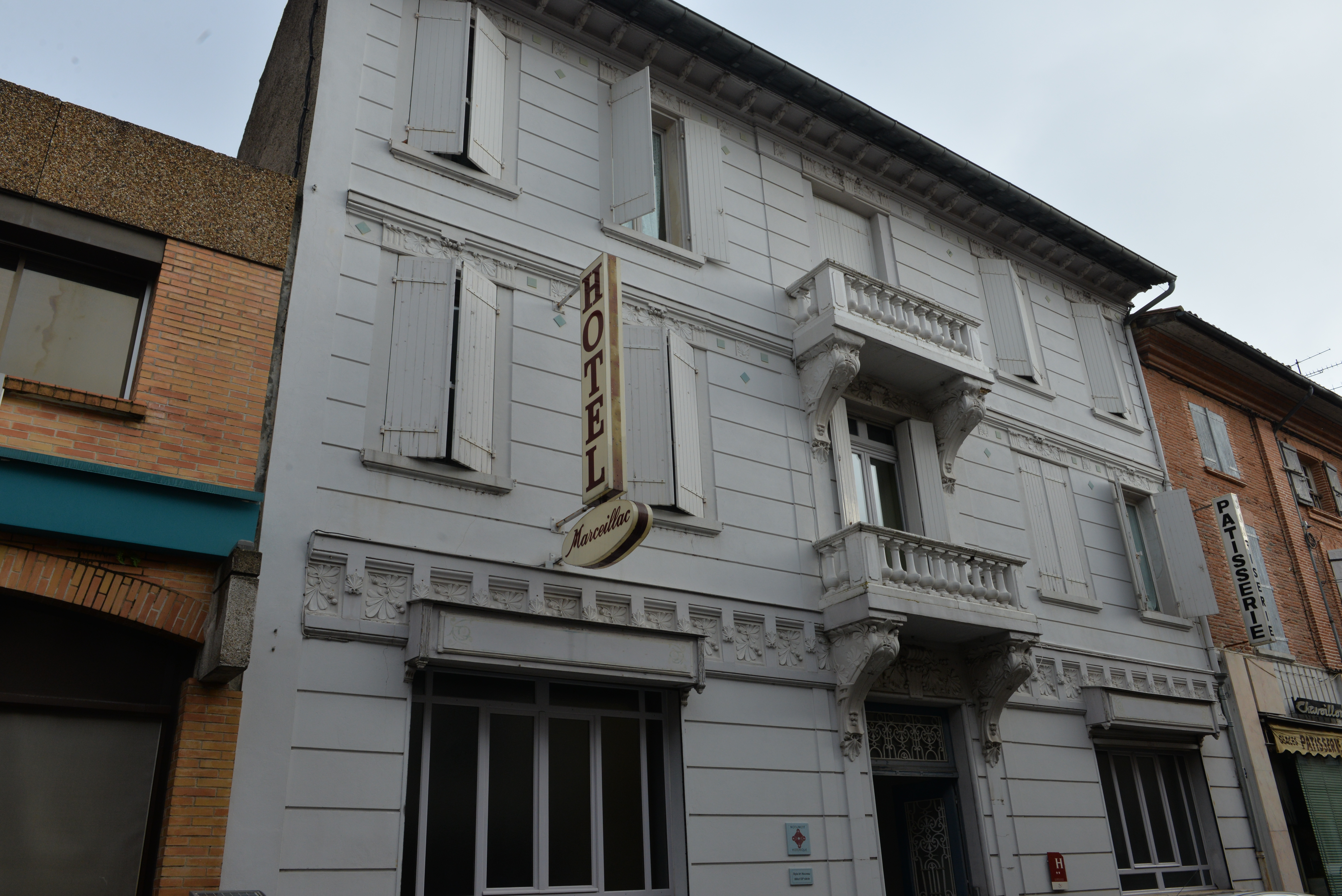
Façade côté rue.
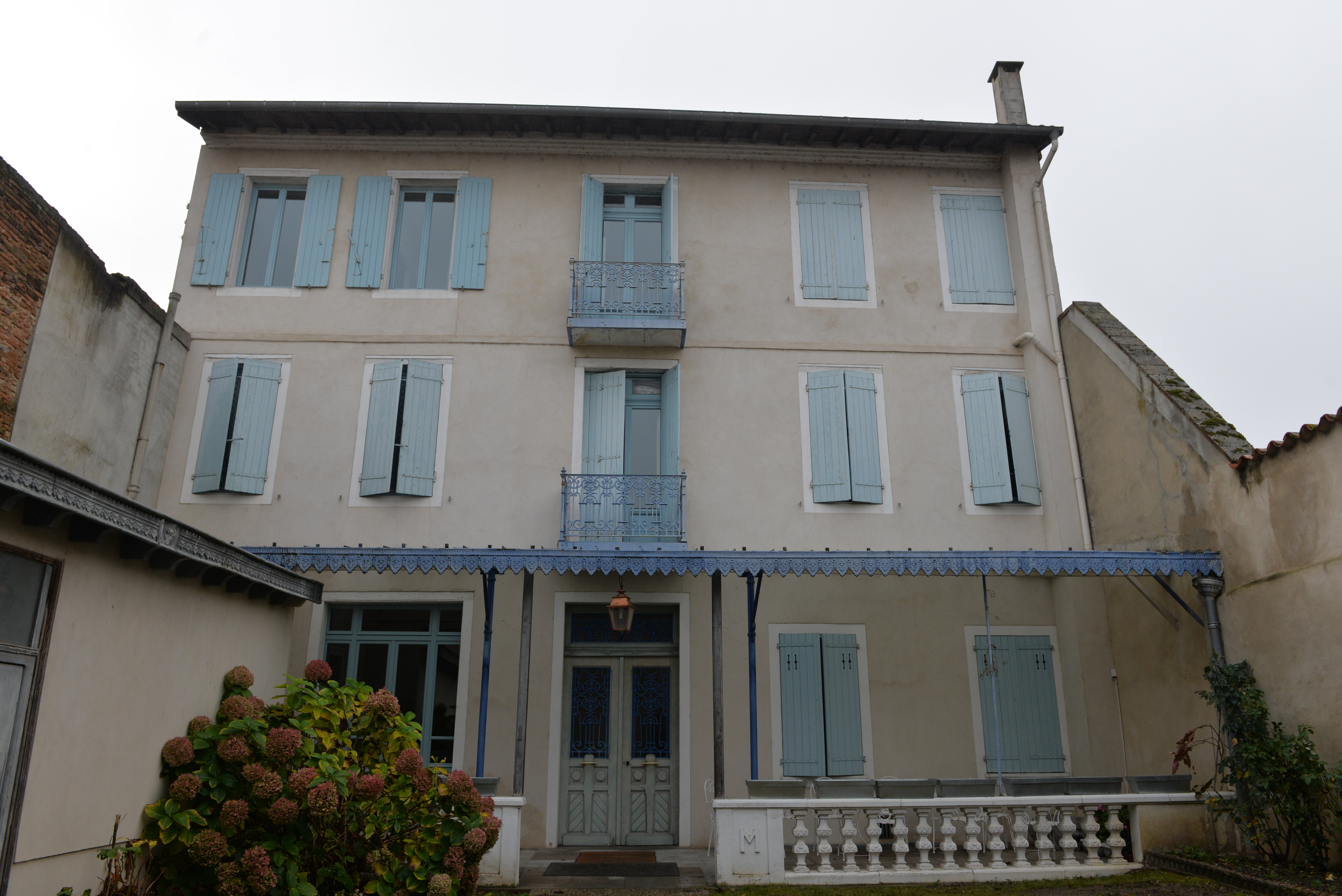
Façade côté jardin.
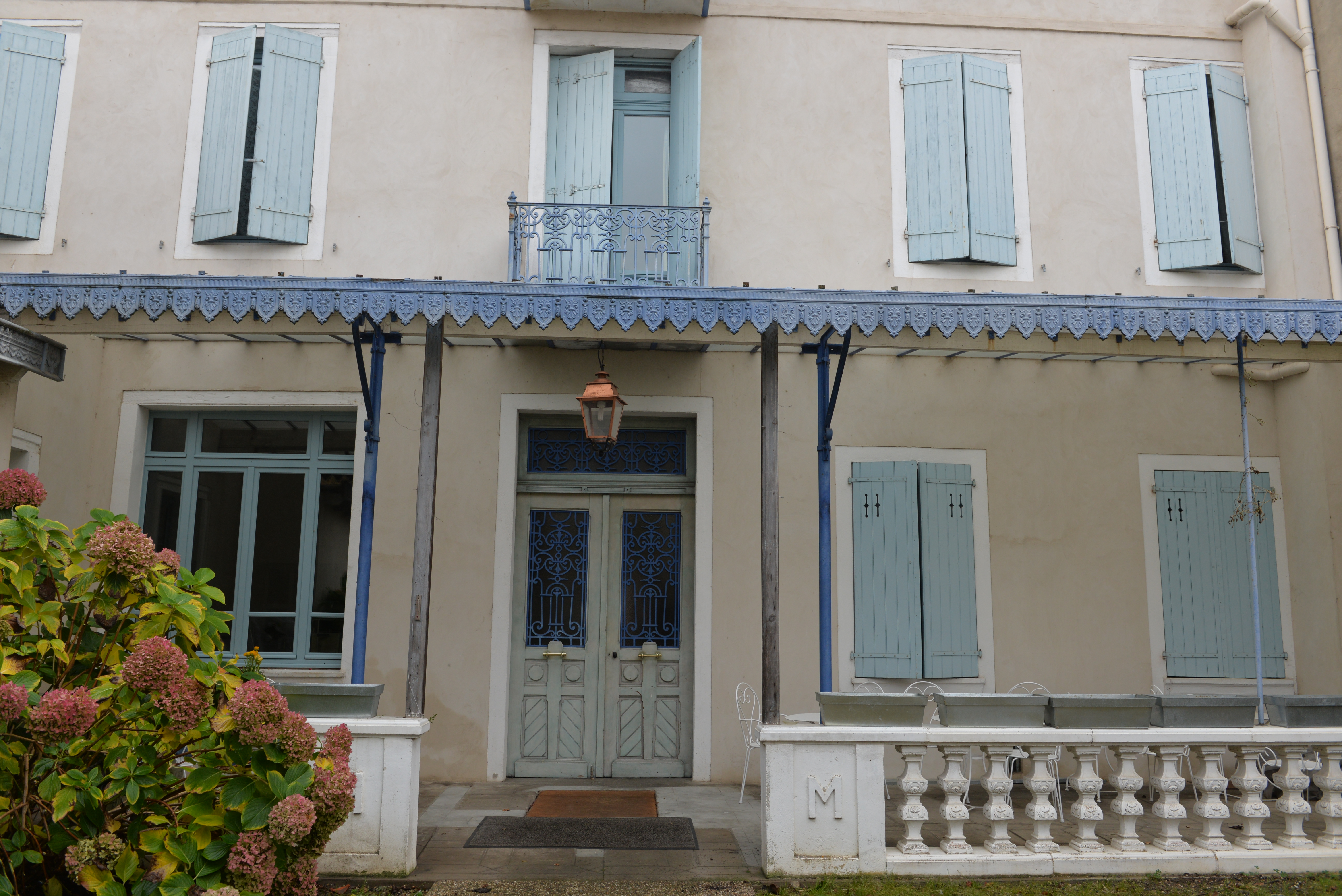
Façade côté jardin avec la marquise.
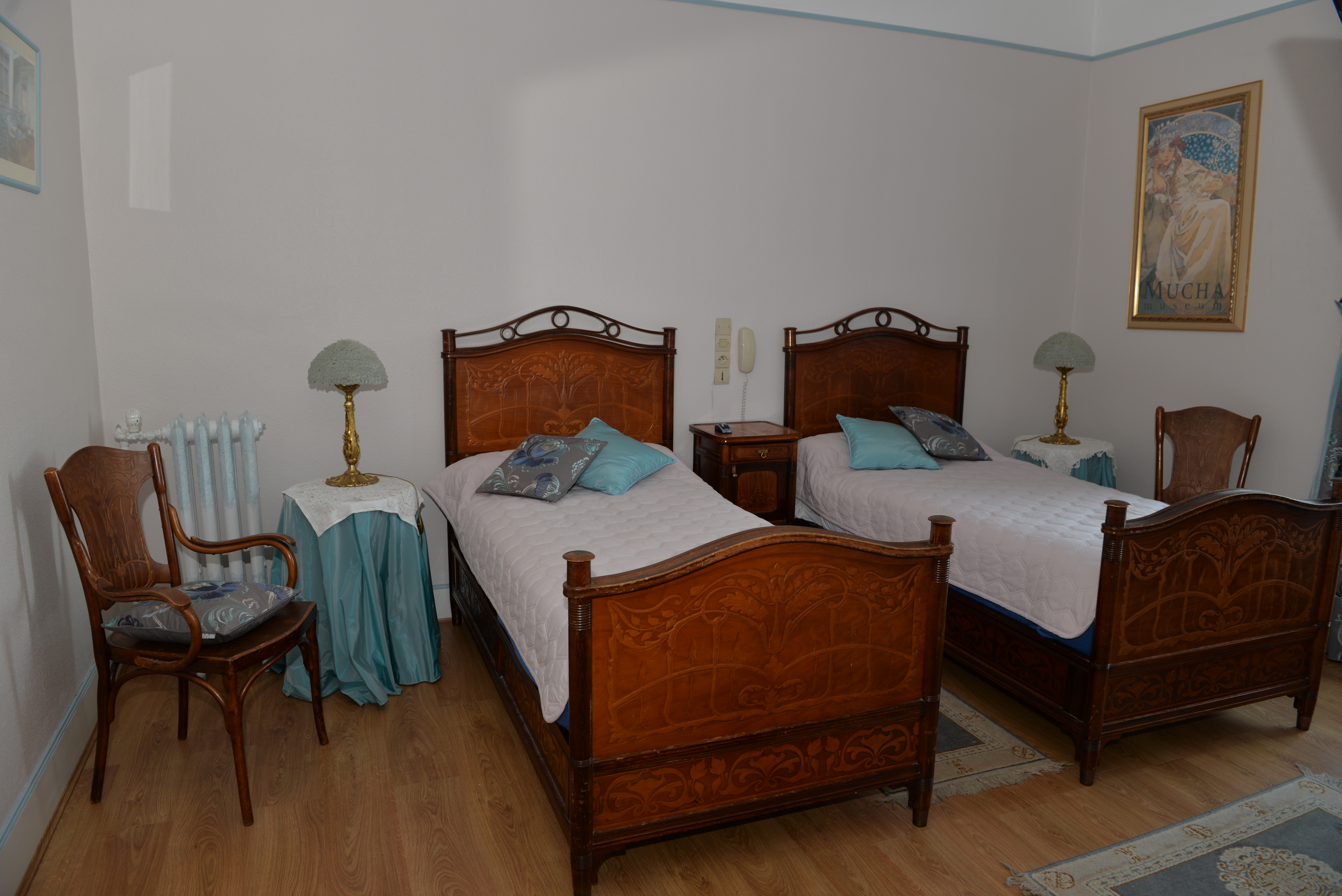
Vue générale de la chambre 17.

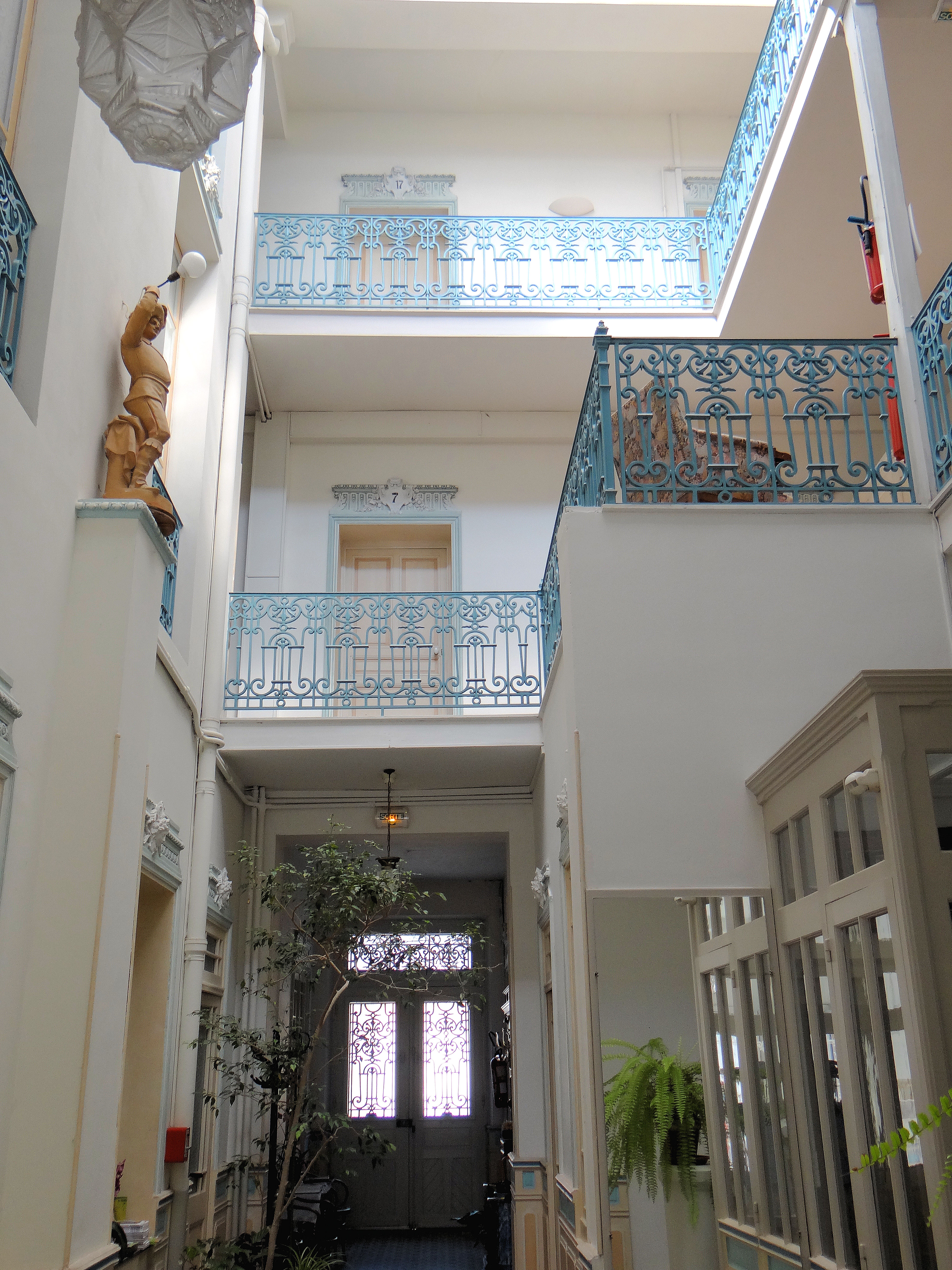
Les distributions intérieures.
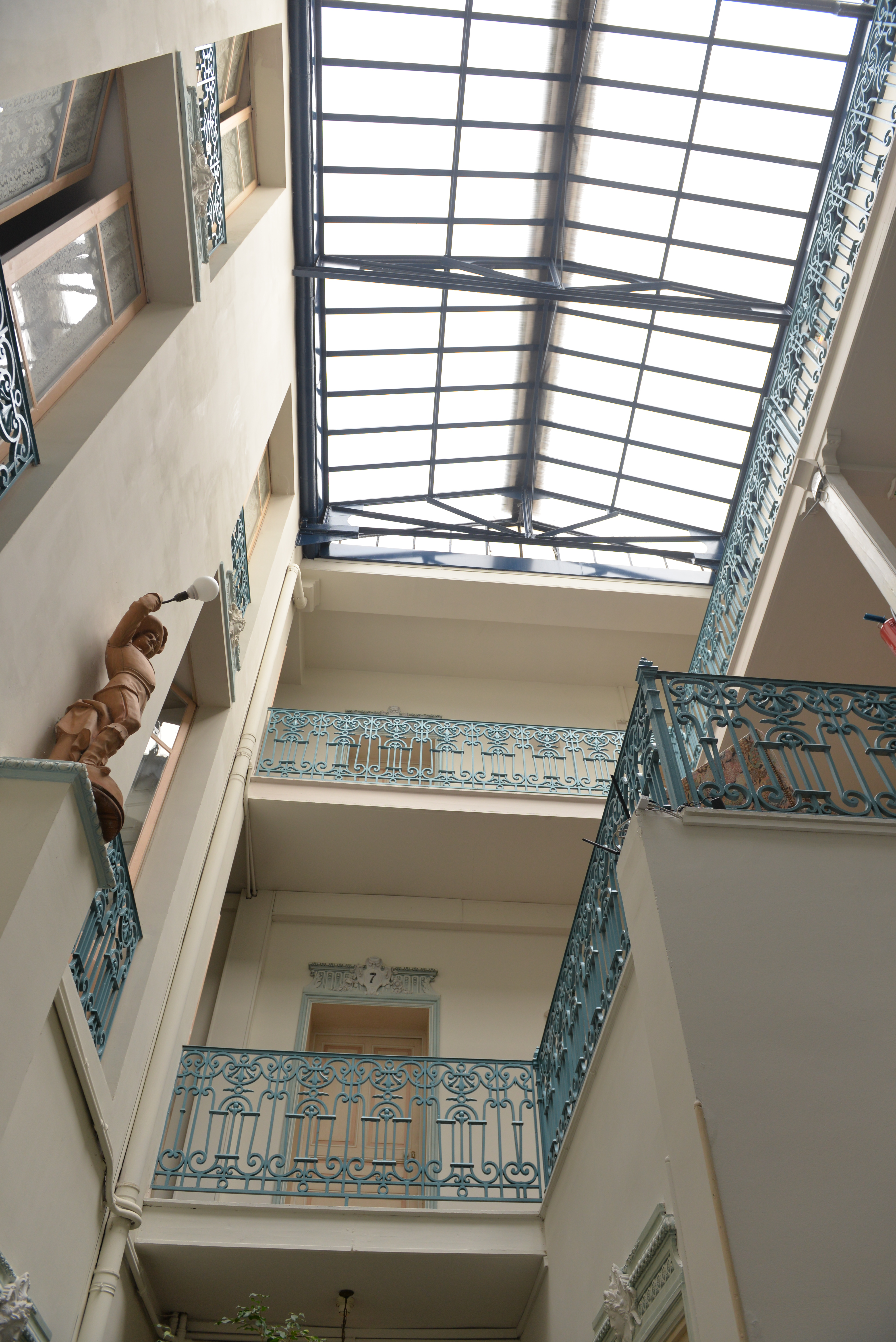
Vue de l'atrium.
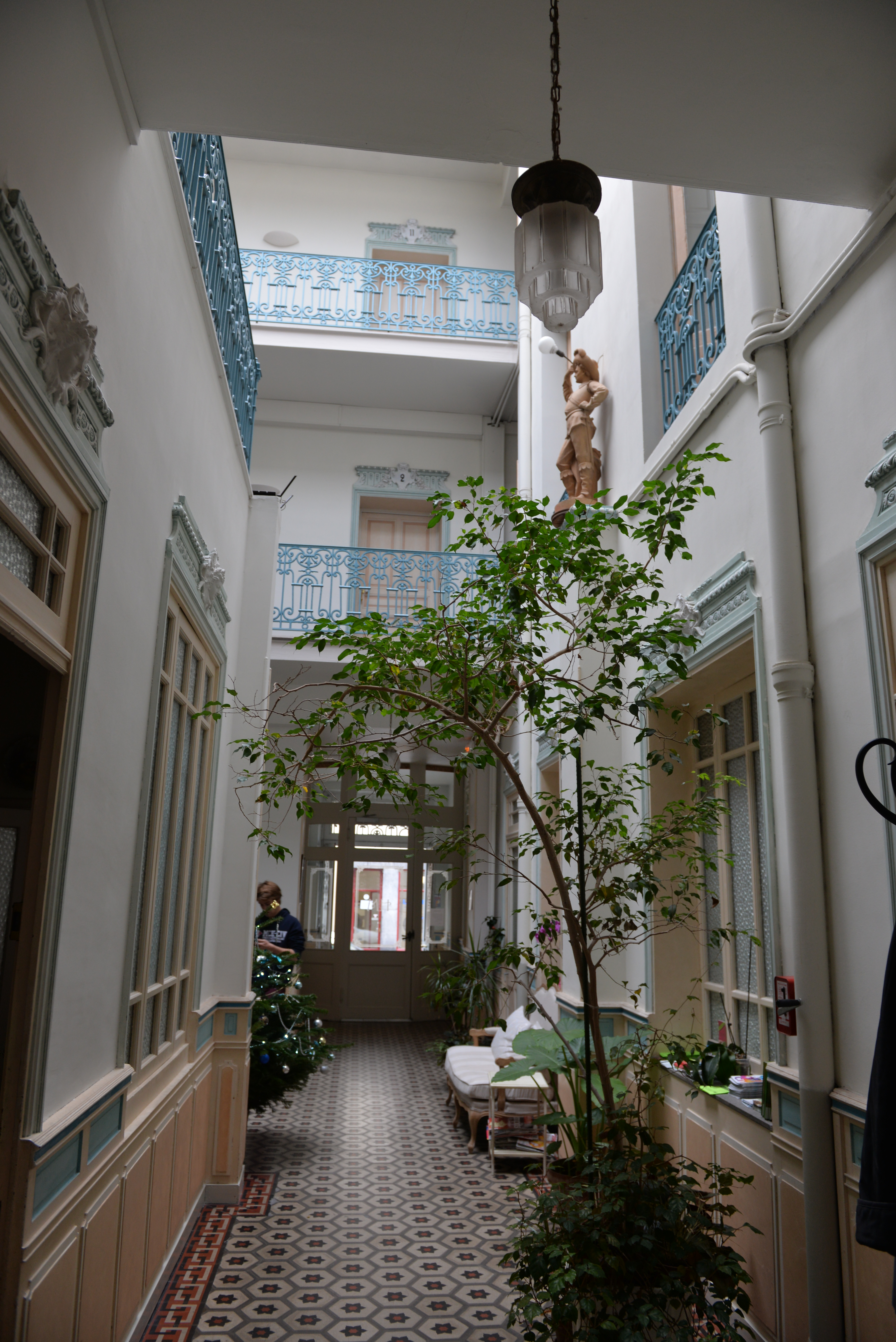